# Davle (nádraží)
Davle je železniční stanice na železniční trati z Prahy do Čerčan. Je situována na adrese Jílovská 15 v Davli v blízkosti pravého břehu Vltavy.

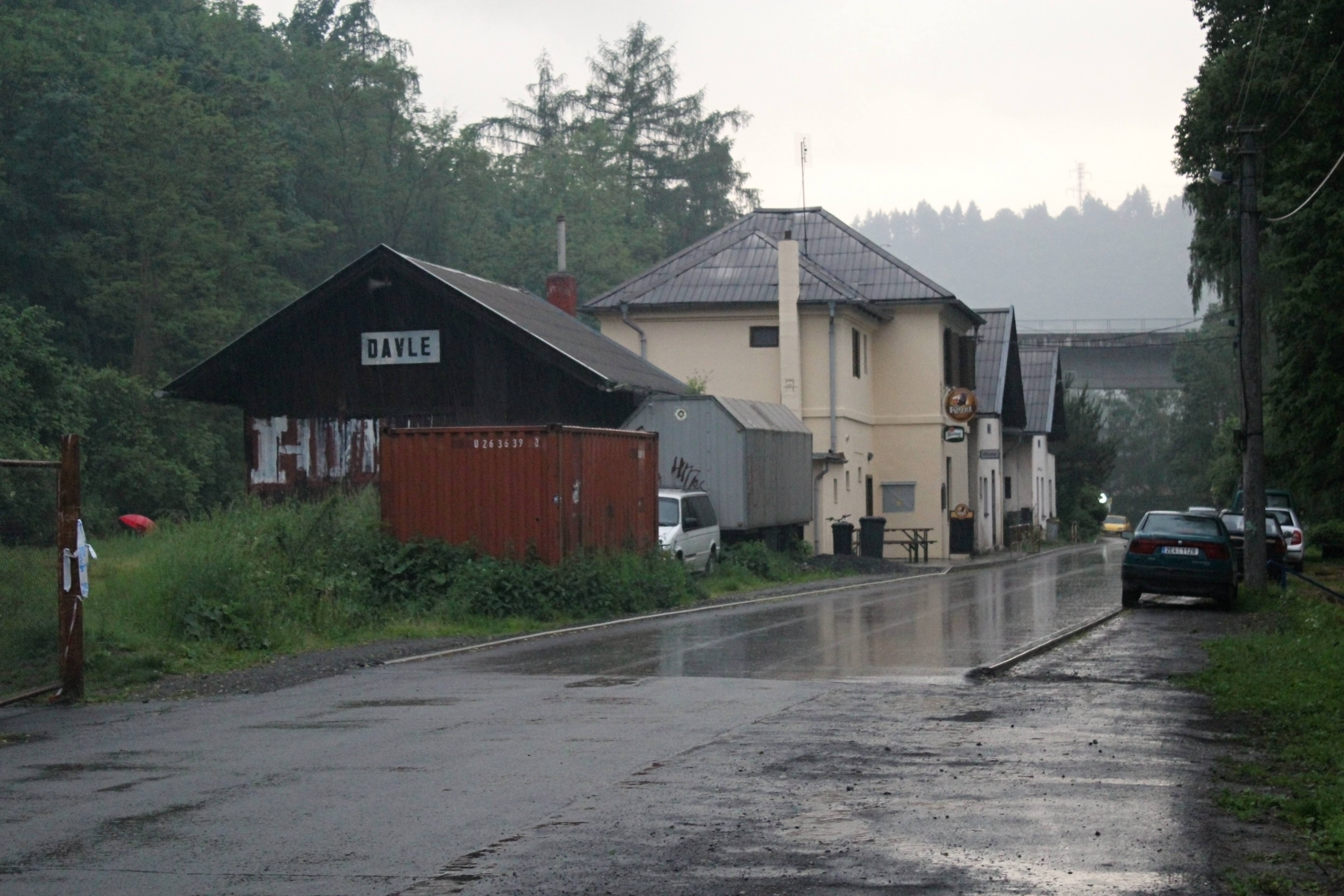
Davelské nádraží ze silnice

## Železniční stanice Davle

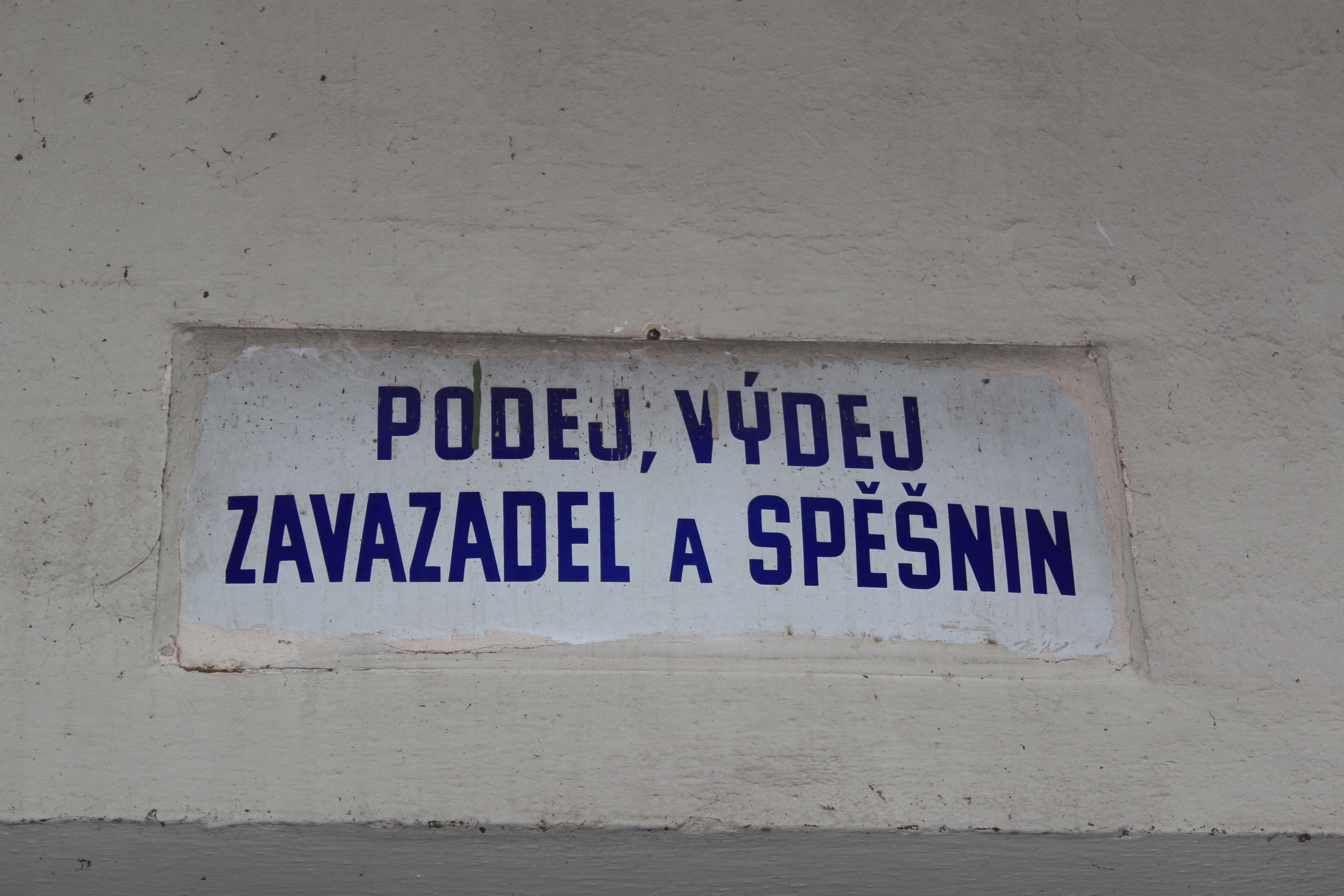
Podej a výdej spěšnin

Železniční stanice je situována na levém břehu Vltavy rovnoběžně se silnicí a břehem řeky. Na západní straně je stanice ze severu ohraničena zděnými budovami restaurace a nádraží s dále na jih oplocením. Na severu areál uzavírá dřevěné skladiště s rampou a příjezdovou cestou ze silnice. Z této silnice je též zajištěn příchod na nástupiště mezi nádražní budovou a budovou nádražní restaurace. Přímo proti východu z nádraží je ve svahu schodiště na břeh řeky Vltavy a na sever od nádraží je východní předmostí davelského mostu, který v letech 1909–1991 jako silniční most zajišťoval spojení mezi nádražím a městysem Davle ležícím na pravém břehu Vltavy.
Kolejiště je položeno souběžně se silnicí před nádražím a tokem Vltavy mezi nádražní budovou a svahem nad nádražím na východní straně. Železniční stanice má 3 koleje, které se na výhybkách na severním a jižním zhlaví spojují do jedné traťové koleje. V provozu železniční stanice Davle je stále využíváno množství historických zařízení: mechanické návěstidlo, drátovod a další. Ve stanici vidíme ručně přestavované a uzamykané výhybky a mechanické výměníky. V kolejišti je zachována napáječka vody pro parní lokomotivy.

## Budovy nádraží

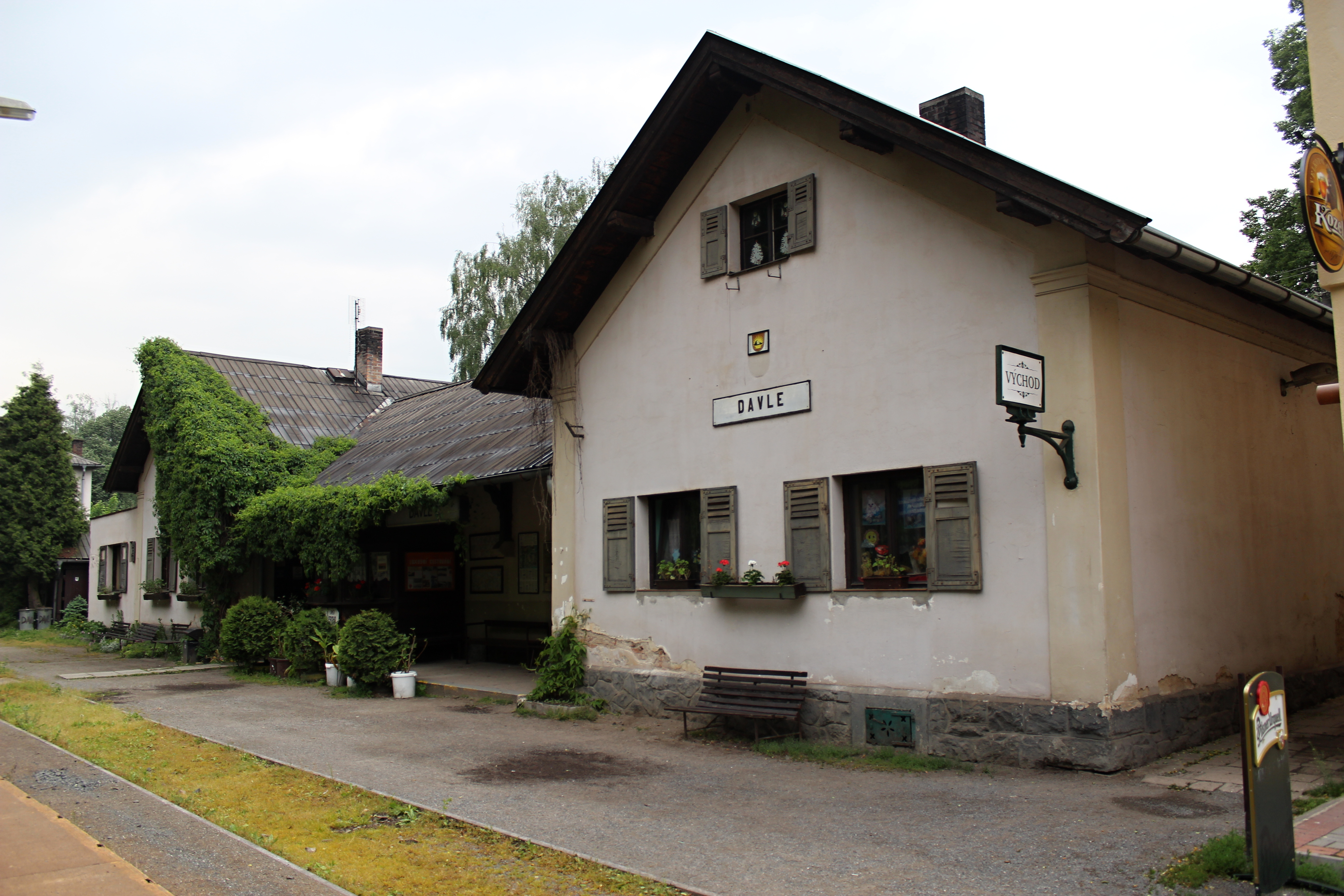
Budova nádraží z kolejiště

Všechny budovy železniční stanice Davle si zachovaly svůj vzhled z doby vzniku trati 210 (I/1888 – 1. 5. 1900)) a stavebních úprav do 60. let 20. století.
Budova nádraží (v době výstavby označovaná jako budova výpravny) je postavena podle typového listu Zemského výboru Království českého. Přízemní budovu tvoří křídlo služební a pro cestující postavené souběžně s kolejištěm. Na obou koncích k němu přiléhají křídla obytná postavená kolmo k trati. Obytná křídla mají sedlovou střechou se štítovými stěnami směrem do kolejiště. Ve služebním křídle s přístřeškem pro cestující. je umístěna dopravní kancelář, čekárna a výdejna jízdenek. Okna křídel mají okna s dřevěnými okenicemi. Pro celé nádraží Davle je charakteristická jeho upravenost a množství květin na nádražní budově a v jejím okolí. To vytváří společně s okenicemi zvláštní malebnost v pohledu z kolejiště. Východní průčelí nádražní budovy směrem do kolejiště tím získává pro nádraží zcela netypický vzhled. Na budově nádraží se zachovala většina původních konstrukčních prvků: okenní rámy a dřevěné okenice u oken, krov přístřešku pro cestující.
Charakteristickým prvkem budovy nádraží jsou okna dopravní kanceláře v levé části přístřešku pro cestující. V čekárně a výdejně jízdenek je část vybavení tvořena typickým nábytkem šedesátých let.
Na budově nádraží jsou zachovány původní nápisy názvu stanice DAVLE v černém plastickém provedení: 2 na východní stěně (směrem do kolejiště), jeden na západní stěně (směrem do silnice) je zachován nápis názvu stanice DAVLE. Nápis názvu stanice DAVLE je zachován i na severní štítové stěně budovy skladu.
Na všech nádražních objektech se dochovalo množství smaltovaných informačních a orientačních tabulek a nápisů používaných v období výstavby a následného provozu přibližně do poloviny 60. let: značka nadmořské výšky, označení směru odjezdů vlaků SMĚR PRAHA a SMĚR ČERČANY, VÝDEJNA JÍZDENEK, VÝCHOD, PŘÍCHOD, ČEKÁRNA, PODEJ, VÝDEJ ZAVAZADEL A SPĚŠNIN, WC a smaltovaný piktogram pro WC – ženy (panenka). Ohlašovna požáru. V areálu stanice jsou i další zděné i dřevěné stavby typické nádražní architektury konce 19. a 1. poloviny 20. století. Vzhledem k současným normám a standardům je technickým unikátem požární zbrojnice s tabulkami s označením míst pro uložení hasebních prostředků a dřevěné suché záchody. Jižně od budovy nádraží jsou dochovány kovové prvky dětského hřiště, lavičky a další detaily.
V době výstavby železniční trati 210 byla železniční stanice využívána ve větším rozsahu pro nákladní dopravu a skladování materiálu. Na severním konci stanice je dochováno typické dřevěné skladiště s rampou nad manipulační kolejí a příjezdovou komunikací ze silnice do Davle.
Na jižním konci železniční stanice je pomníček oběti železničního neštěstí s varováním před chůzí po kolejích.

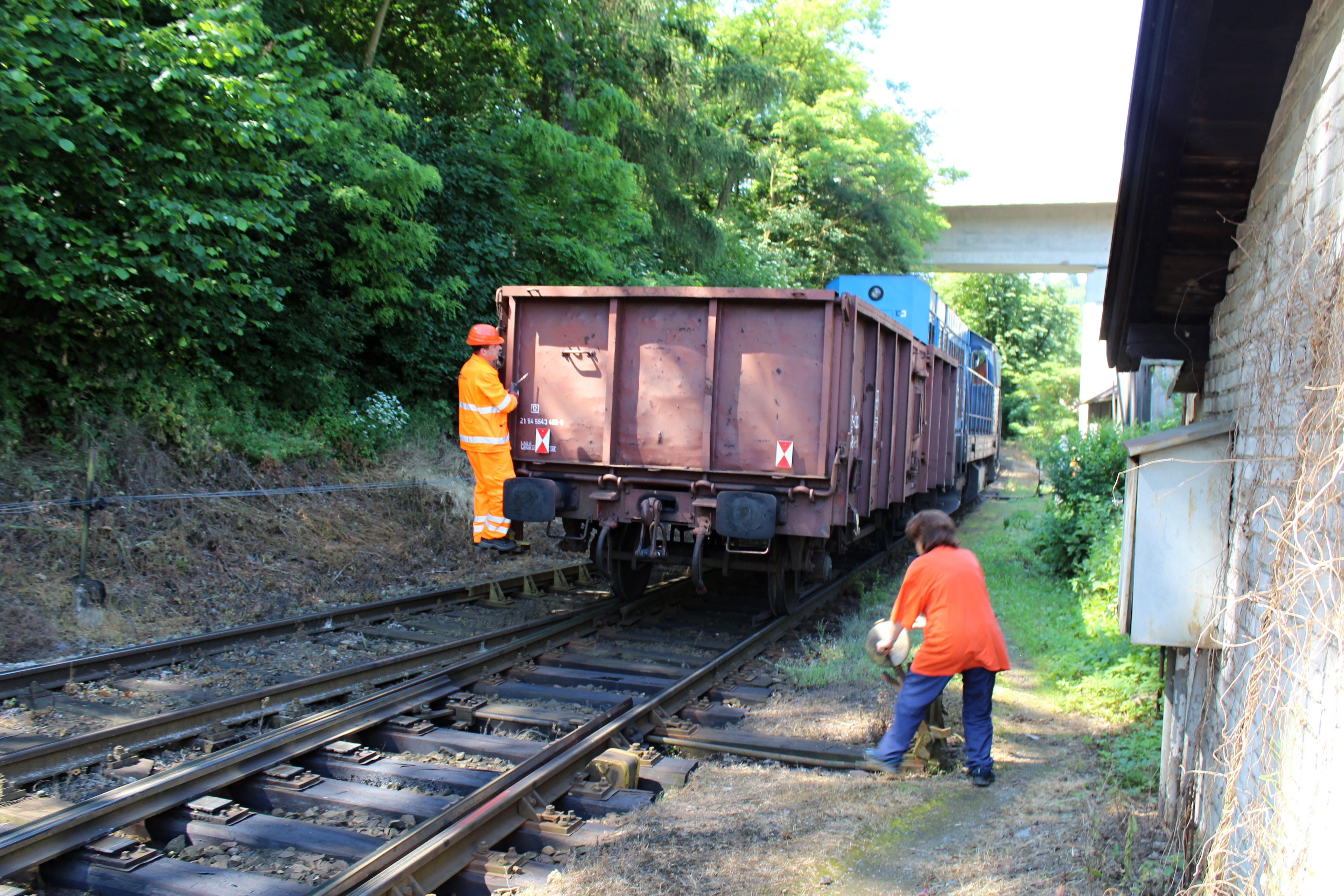
Ruční nastavení výhybky při posunu

## Tradice trampů, vodáků a chatařů
Železniční stanice Davle byla již v předválečném období až do 60. let 20. století využívána trampy a chataři v chatových osadách v Záhořanském údolí a okolí Davle.
 Pod severním portálem Davelského tunelu u silnice ze Záhořanského údolí do Davle jsou vidět torza budov bývalé loděnice z doby předválečné éry trampingu, vodních sportů a vidní turistiky. Podstatná část loděnice byla demolována a jejím místě je dnes pouze stánek s občerstvením s názvem Libřice.
Železniční stanice Davle i sousední železniční zastávka Libřice vždy patřily k významným cílům trati Posázavský Pacifik.

## Železniční zastávka Libřice a Davelské tunely
Do roku 1975 byla ve směru od Prahy před nádražím v Davli v provozu železniční zastávka Libřice zrušená ke dni 27. července 1975 v souvislosti s rekonstrukcí tunelů na trati 210 ve směru od Prahy před železniční stanicí Davle (Libřický tunel a Davelský tunel se vžitým společným označením Davelské tunely. Kritický technický stav tunelů po 90 letech provozu (oba proraženy v roce 1881) si vyžádal v 70. letech 20. století jejich rekonstrukci, při které byly profily tunelů zvyšovány pro uvažovanou elektrizaci (dodnes nerealizovaná). V rámci těchto úprav byl k jižnímu konci Davelského tunelu přistavěn betonový portál, který výrazně změnil jeho vzhled v pohledu z kolejiště i z nádraží.

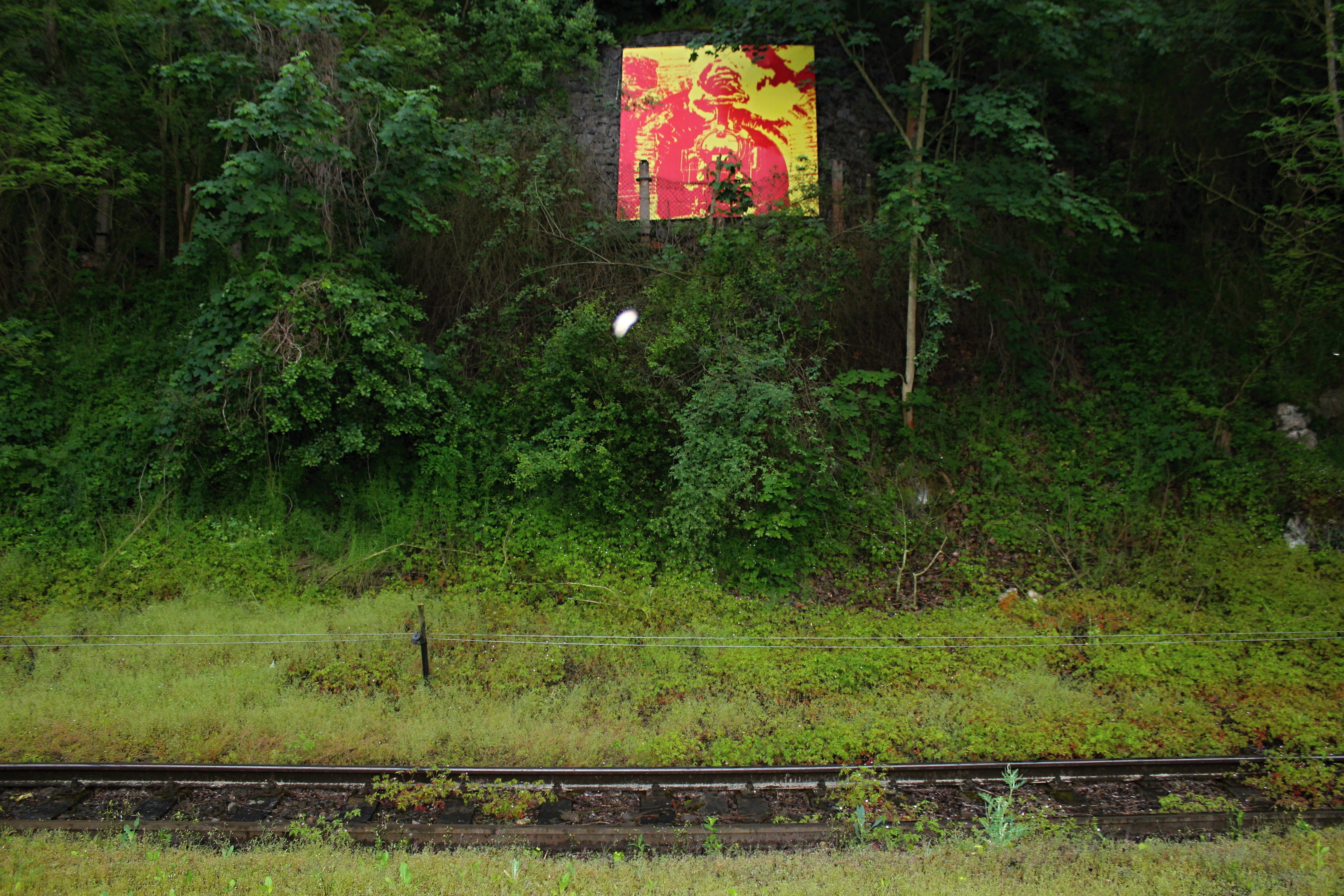
Torzo iluzivního tunelu z natáčení filmu Most u Remagenu

## Trať a Davle ve filmu
Mezi jižním portálem Davelského tunelu a nádražím Davle v ose Starého davelského mostu jsou viditelné zbytky kamenného portálu. Torzo pochází z roku 1968, kdy byl v Davli a zejména na davelském silničním mostu natáčen americký film Most u Remagenu odehrávající se v závěru 2. světové války. Skutečný Ludendorffův most v Remagenu byl most železniční, ale most v Davli byl v roce 1968 most silniční (v současnosti[kdy?] lávka pro pěší). Proto byl ve svahu nad tratí před nádražím vystavěn iluzorní portál tunelu, do kterého vedla železniční trať z upraveného mostu. Davelský most musel být i zvýšen a opatřen kašírovanými obrannými věžemi jako jeho reálný vzor na Rýně. Natáčení však přerušil 21. srpen 1968. I když filmování pokračovalo na jiných místech, byly použity záběry natočené v Davli a okolí mostu. V letech 1972–1974 byl portál tunelu ve svahu nad tratí zazděn. Nad kolejištěm trati tak vznikla fikce dalšího Davelského tunelu. Filmové natáčení v roce 1968 připomíná barevný panel na zdi i název davelské nádražní restaurace Remagen.

## Galerie

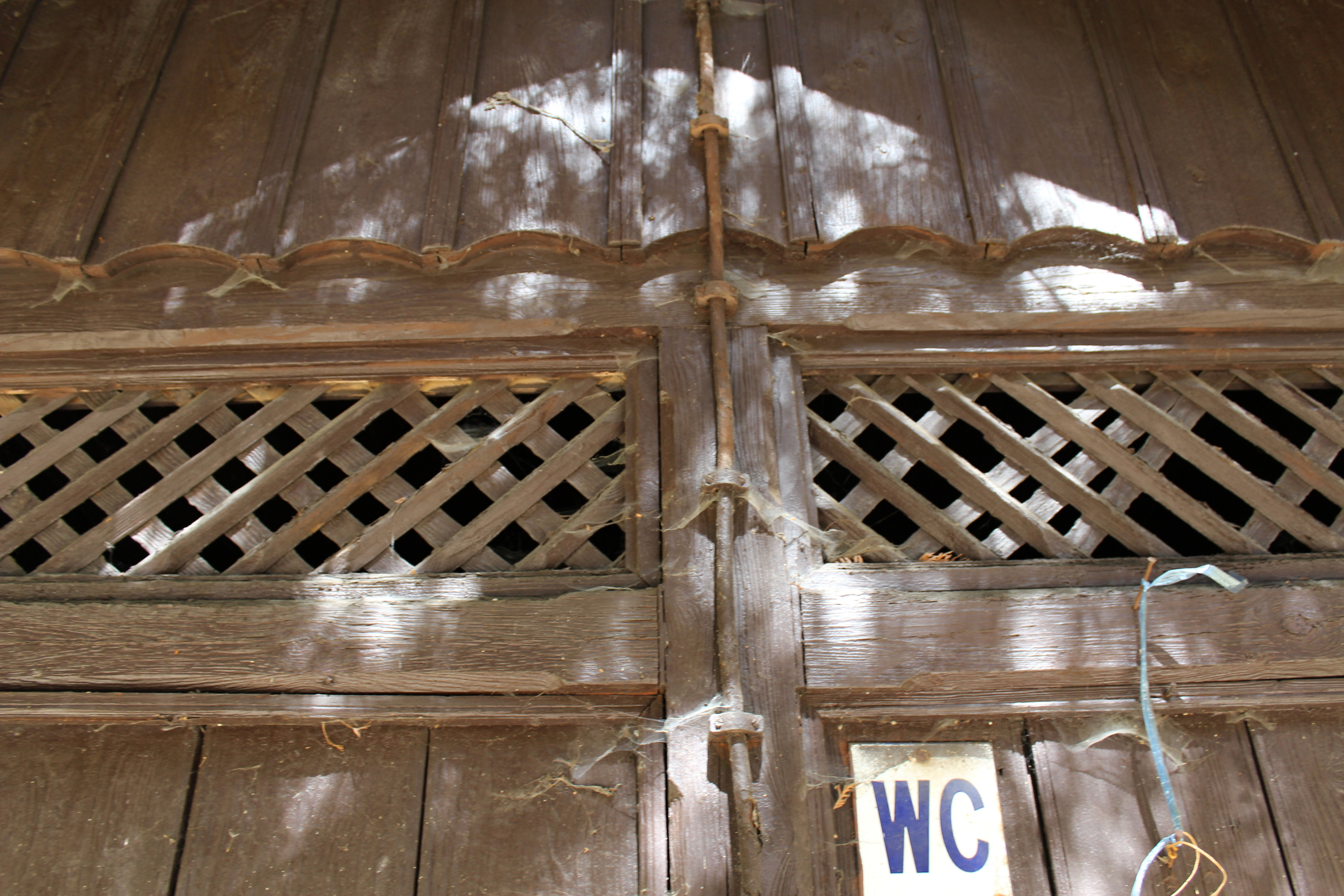
Nádraží Davle – detail dřevěných větráků a tabulky WC na původních suchých záchodech.
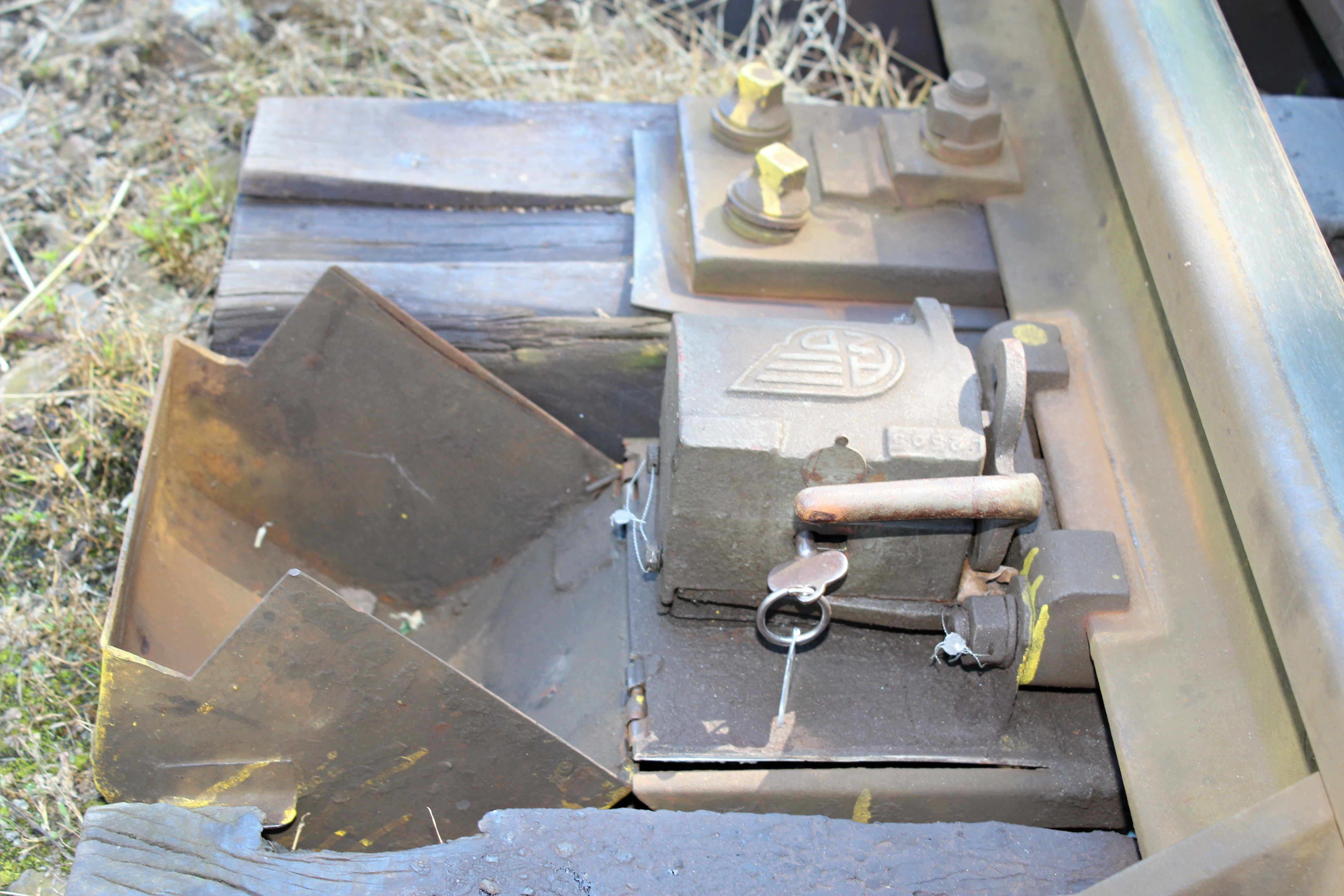
Zámek u výměníku
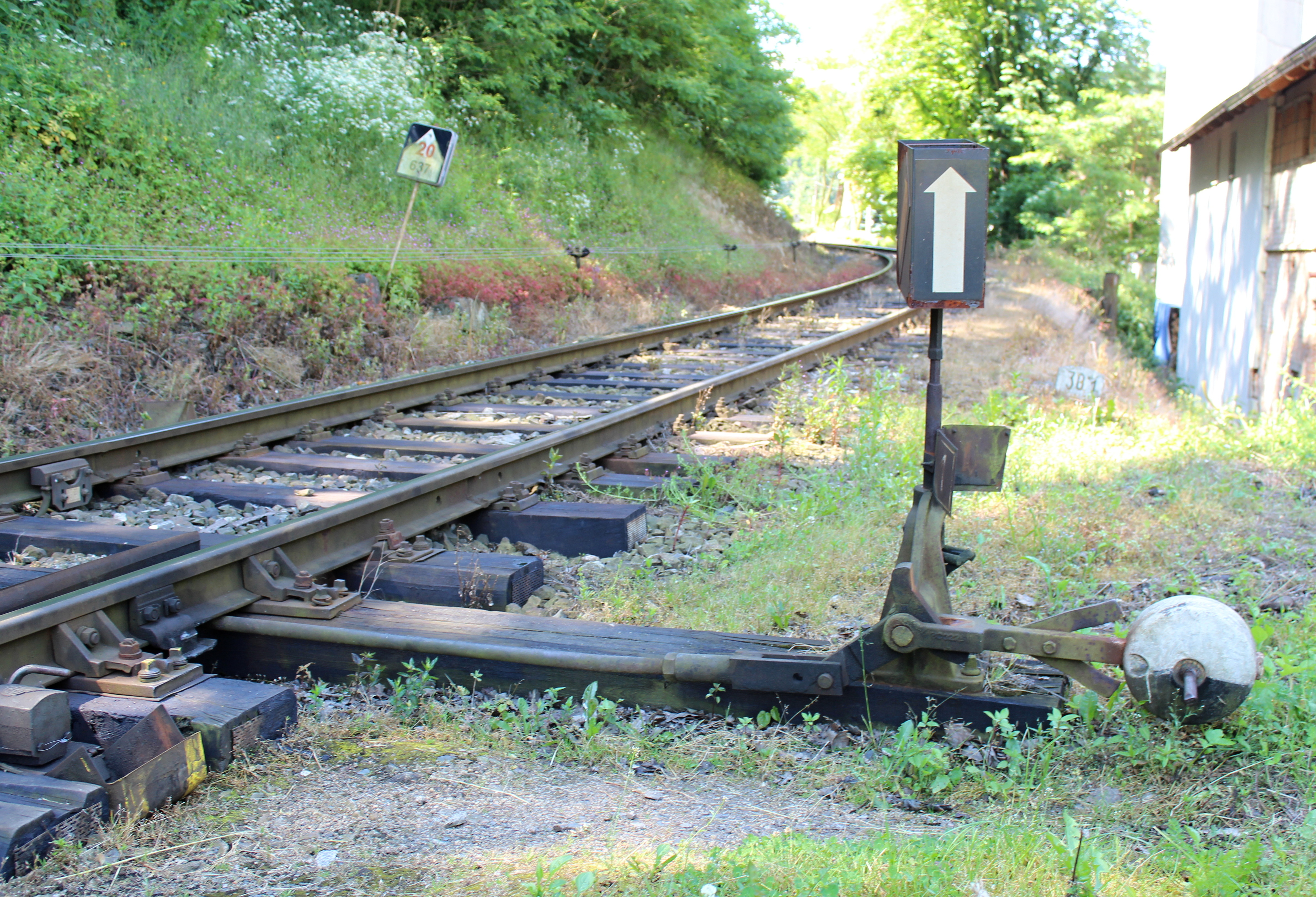
Výměník č. 1 na jižním konci železniční stanice Davle
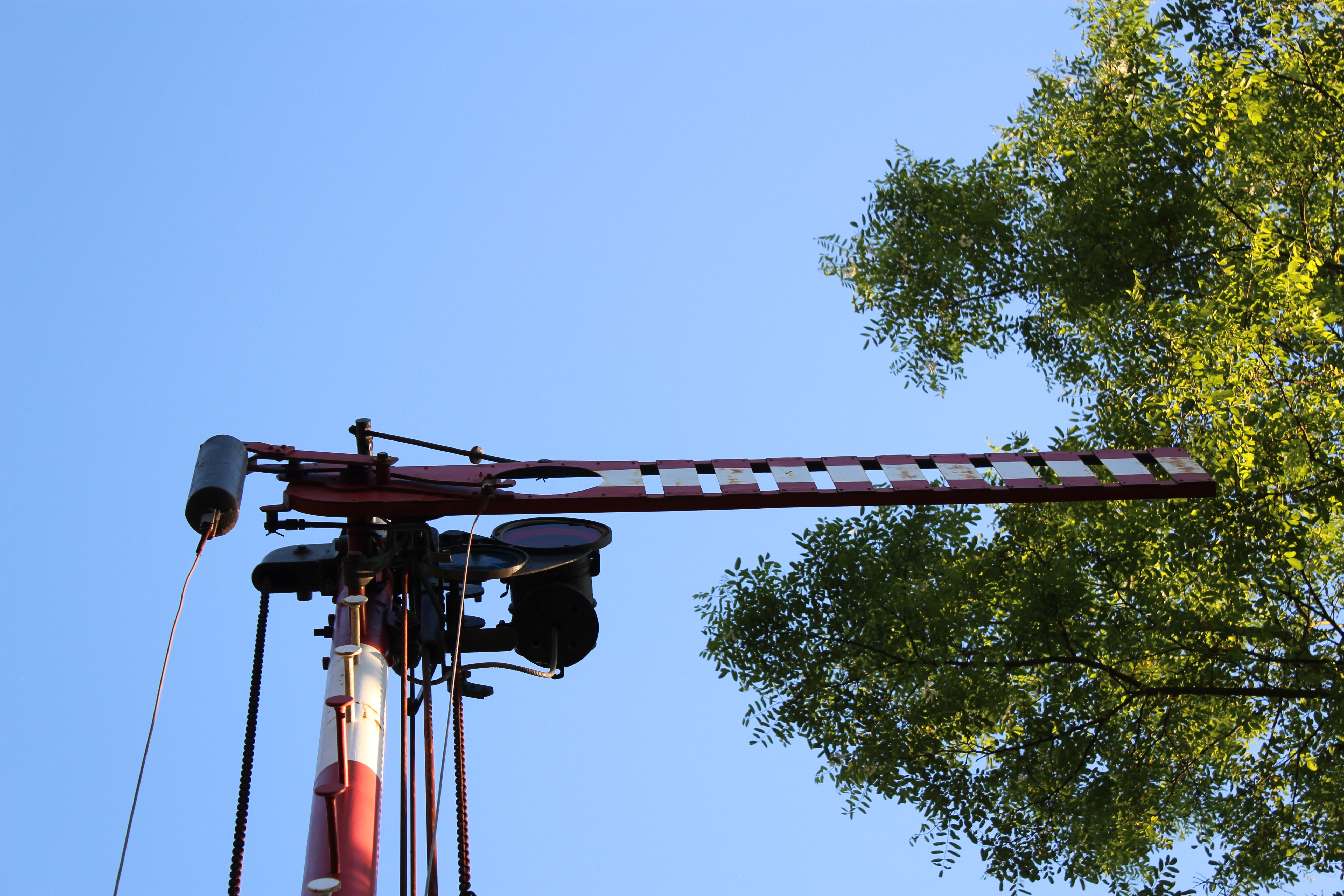
Mechanické návěstidlo před nádražím Davle
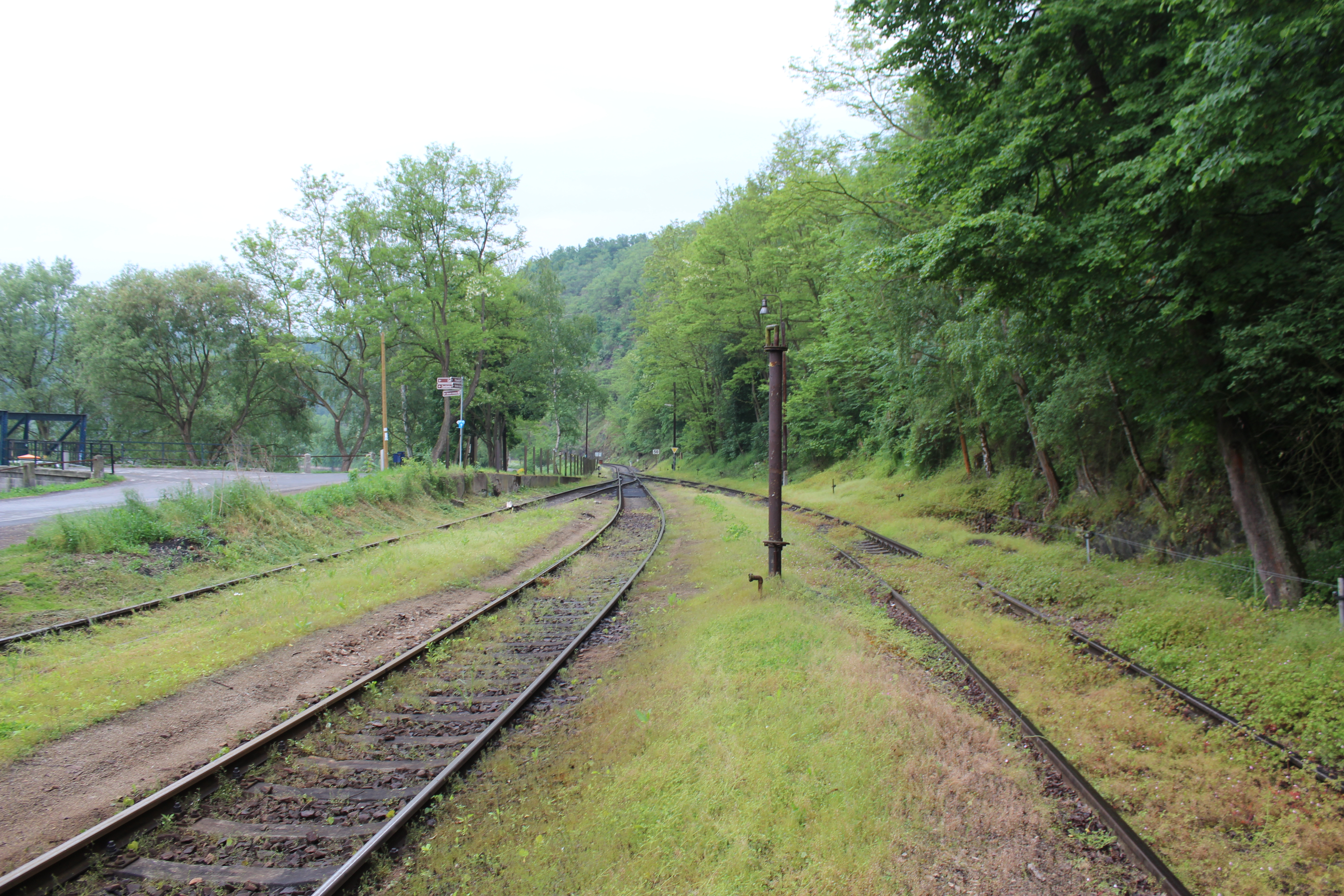
Napáječka pro parní lokomotivy
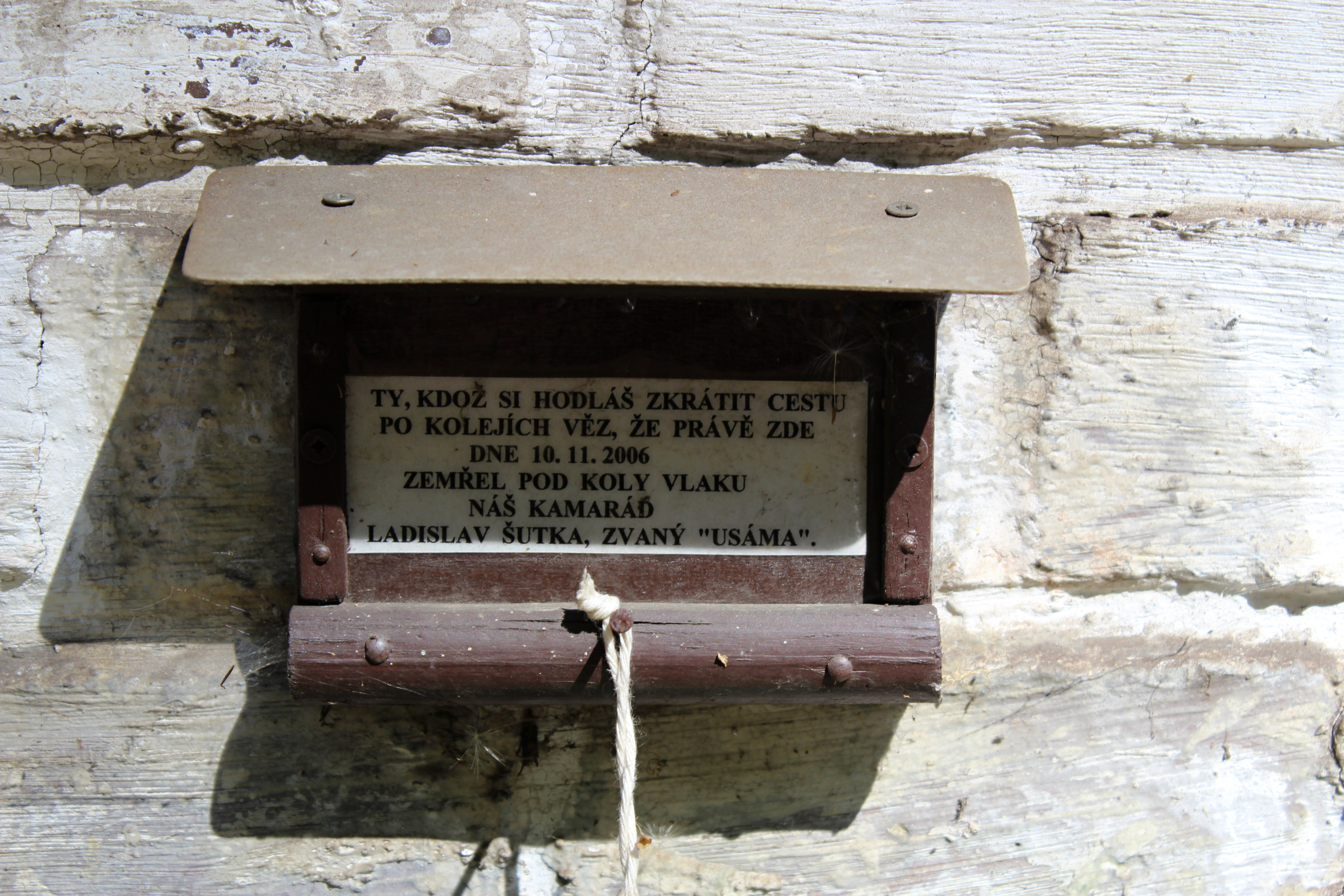
Pomníček oběti železničního neštěstí s varováním
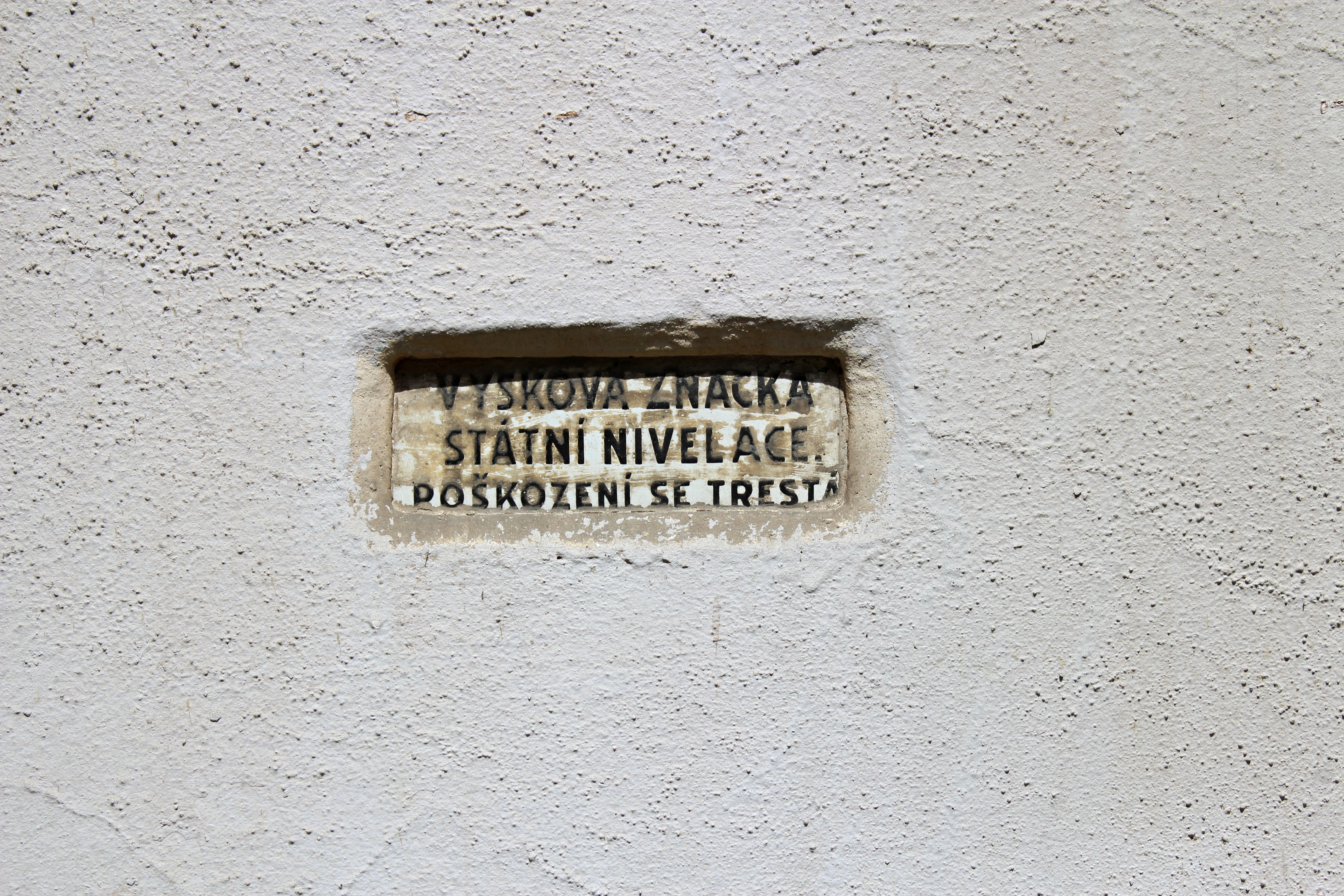
Výšková značka státní nivelace na davelském nádraží

## Nápisy na nádraží Davle

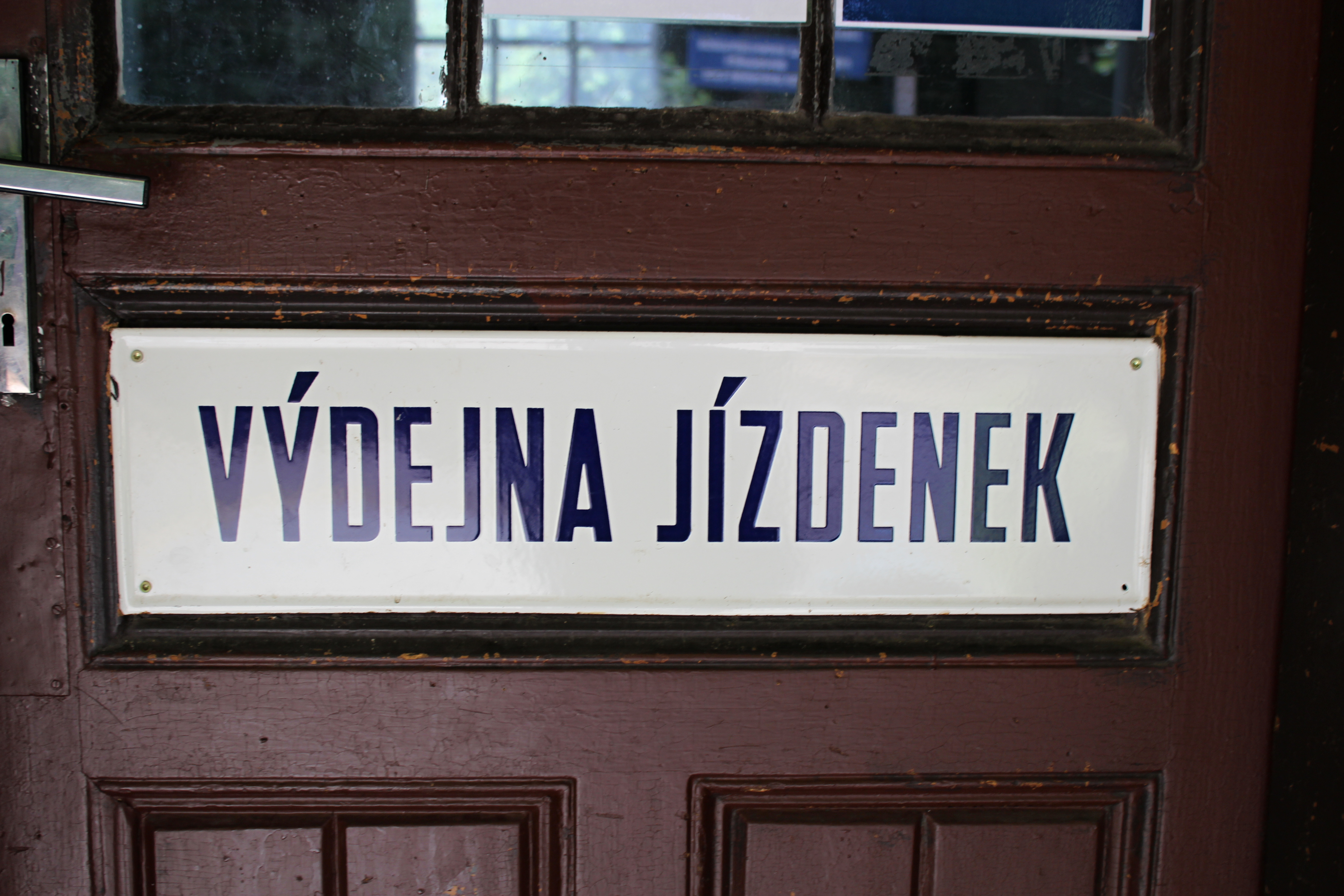
Tabula Výdejna jízdenek na dveřích čekárny na nádraží v Davli.
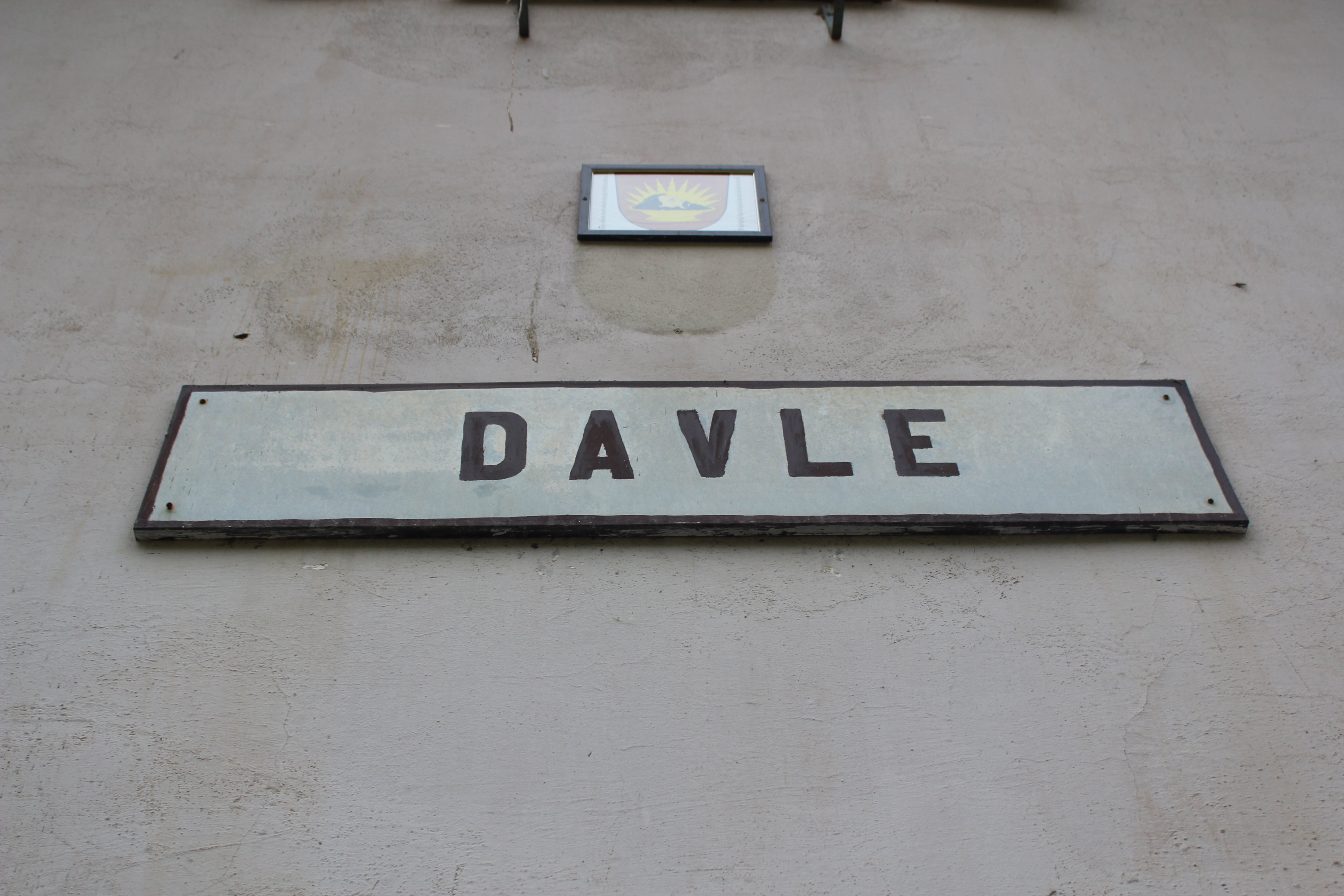
Název stanice na budově nádraží z nástupiště
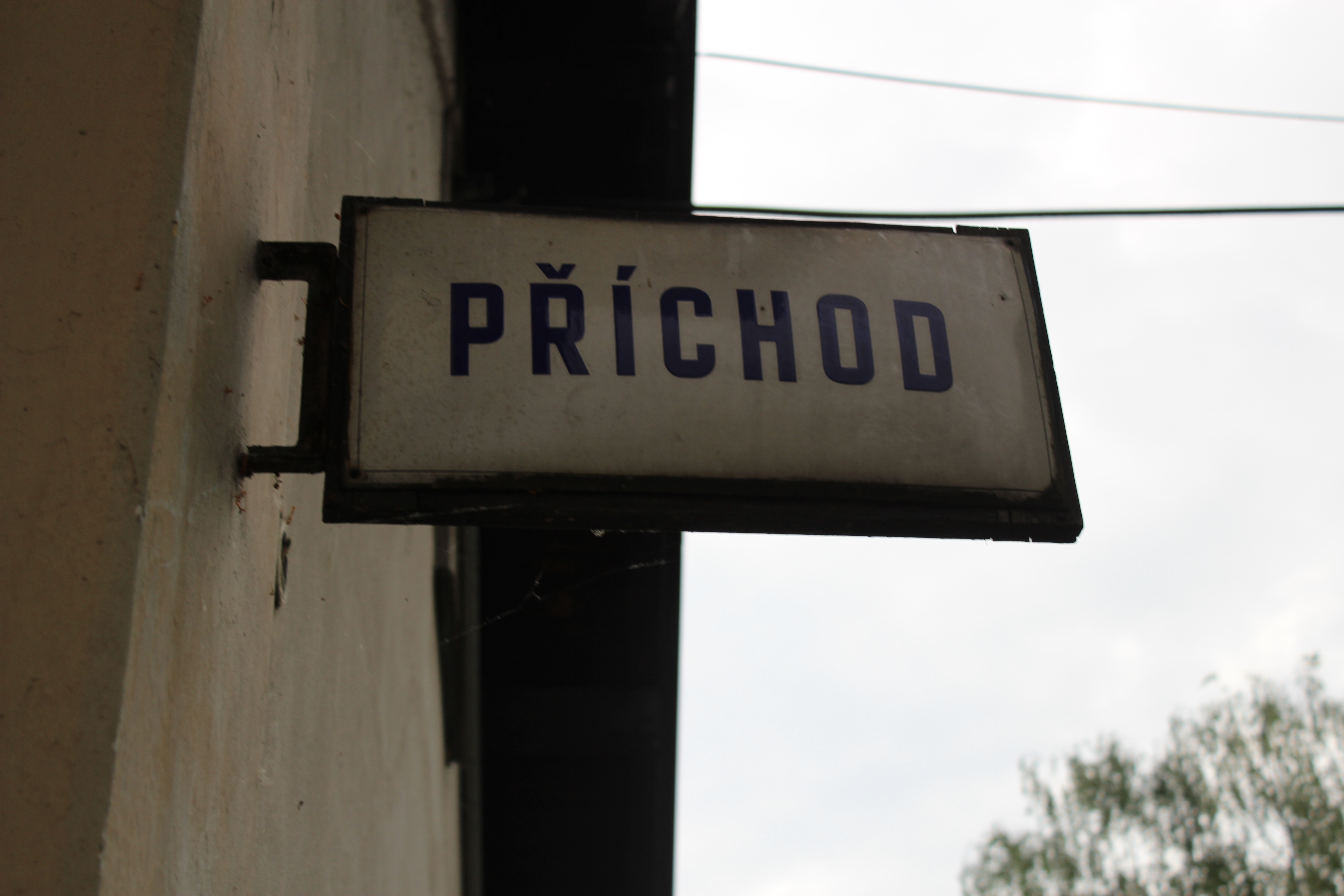
Označení příchodu na budově nádraží
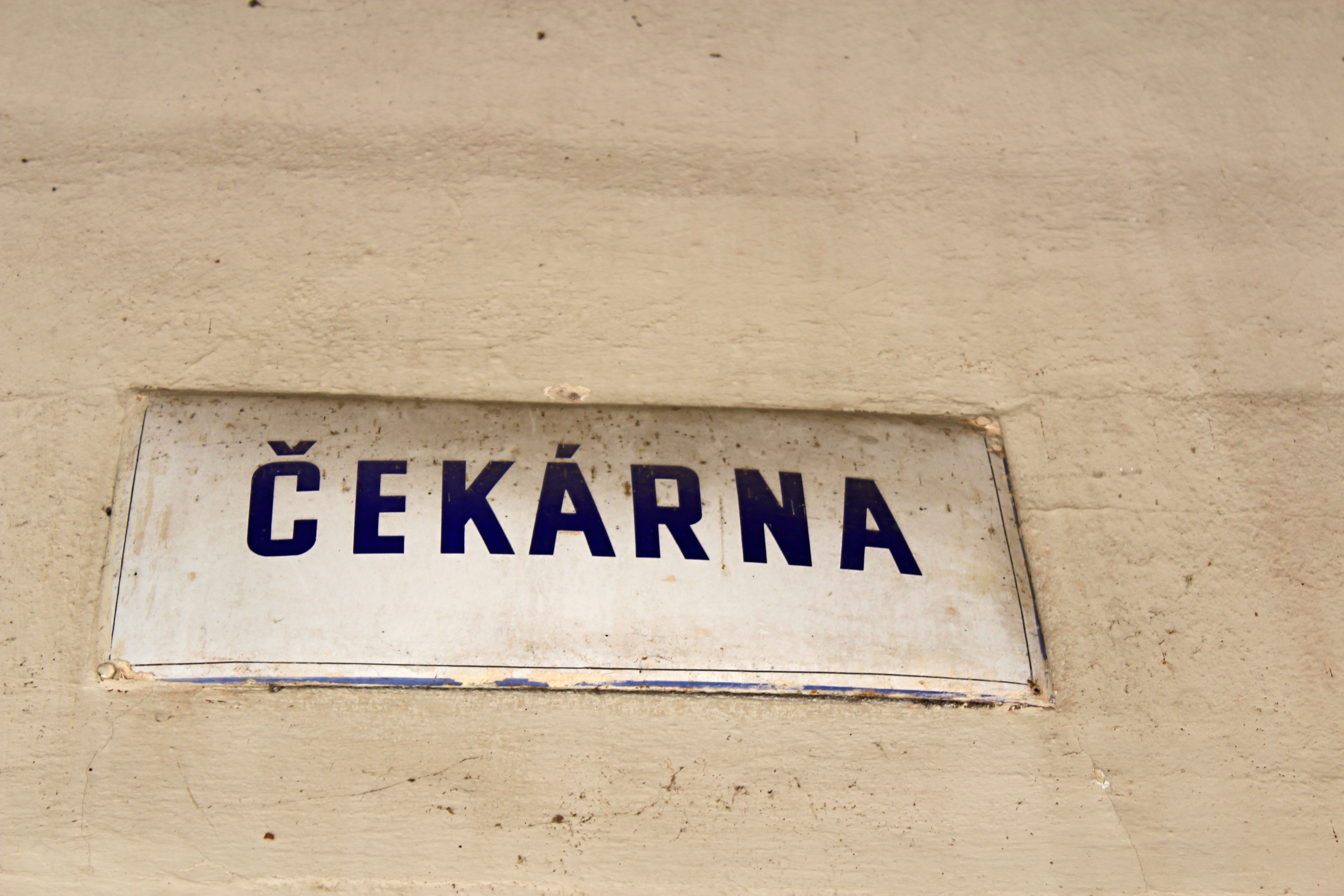
Označení čekárny
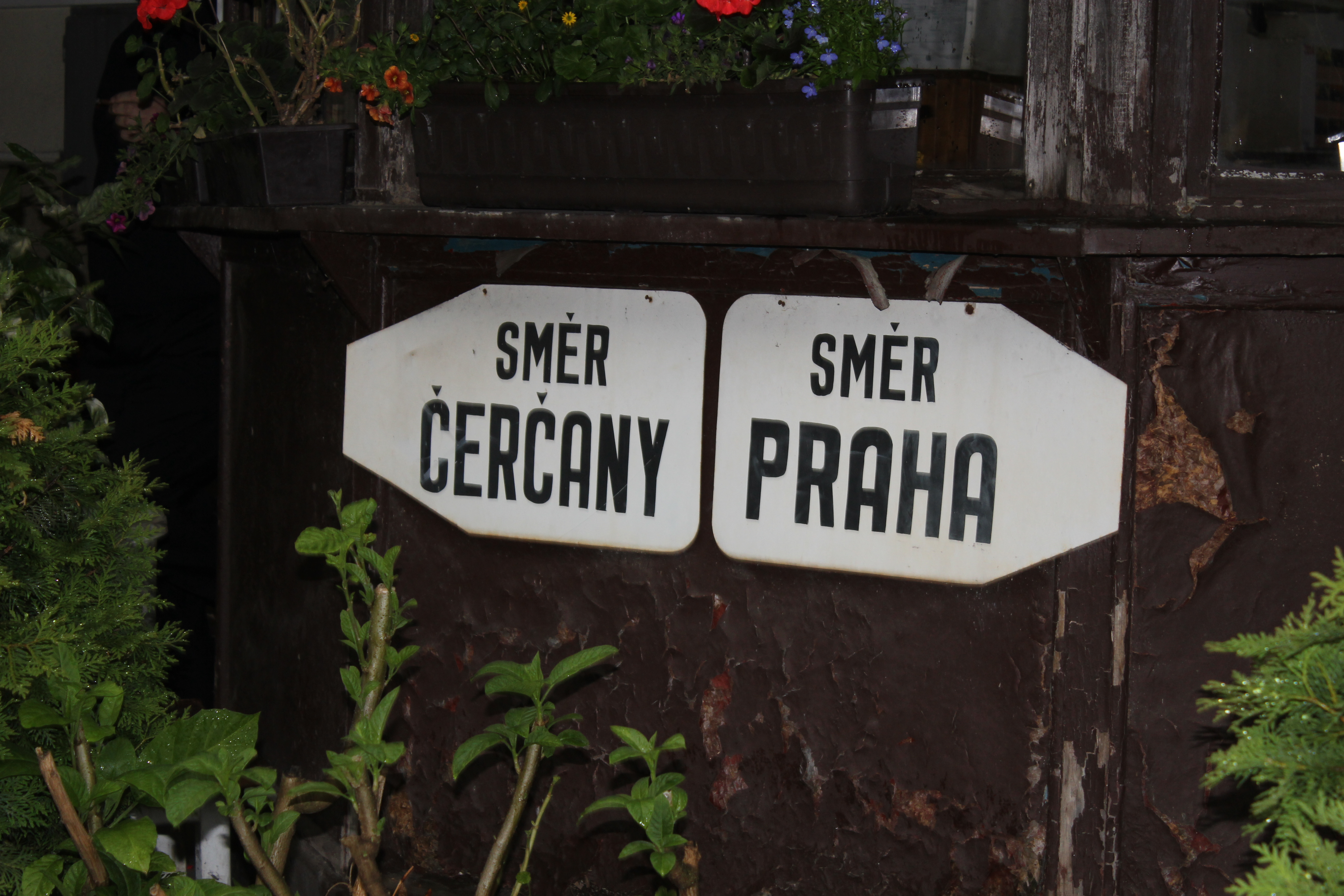
Označení směru jízdy na dopravní kanceláři.
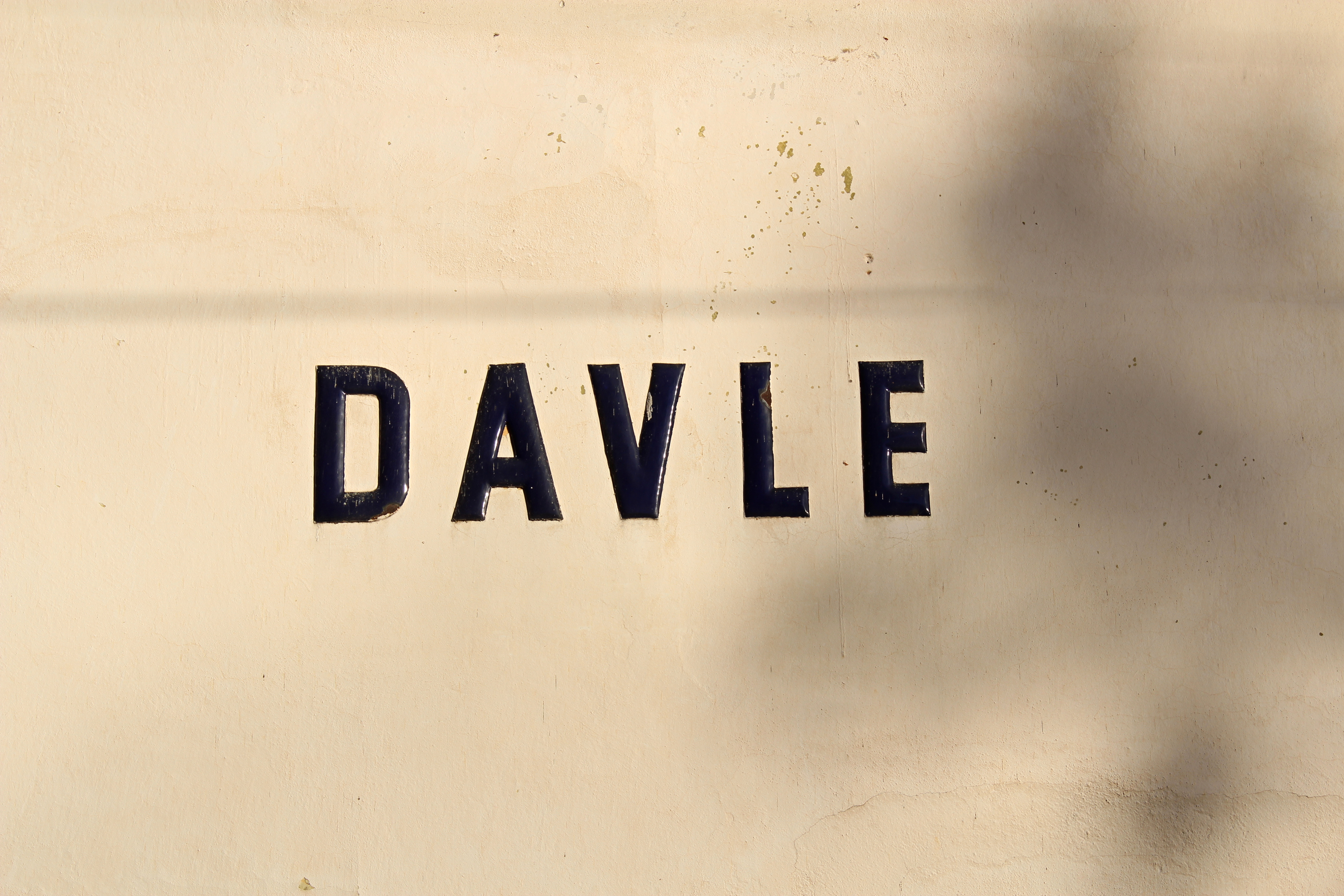
Název stanice na nádražní budově
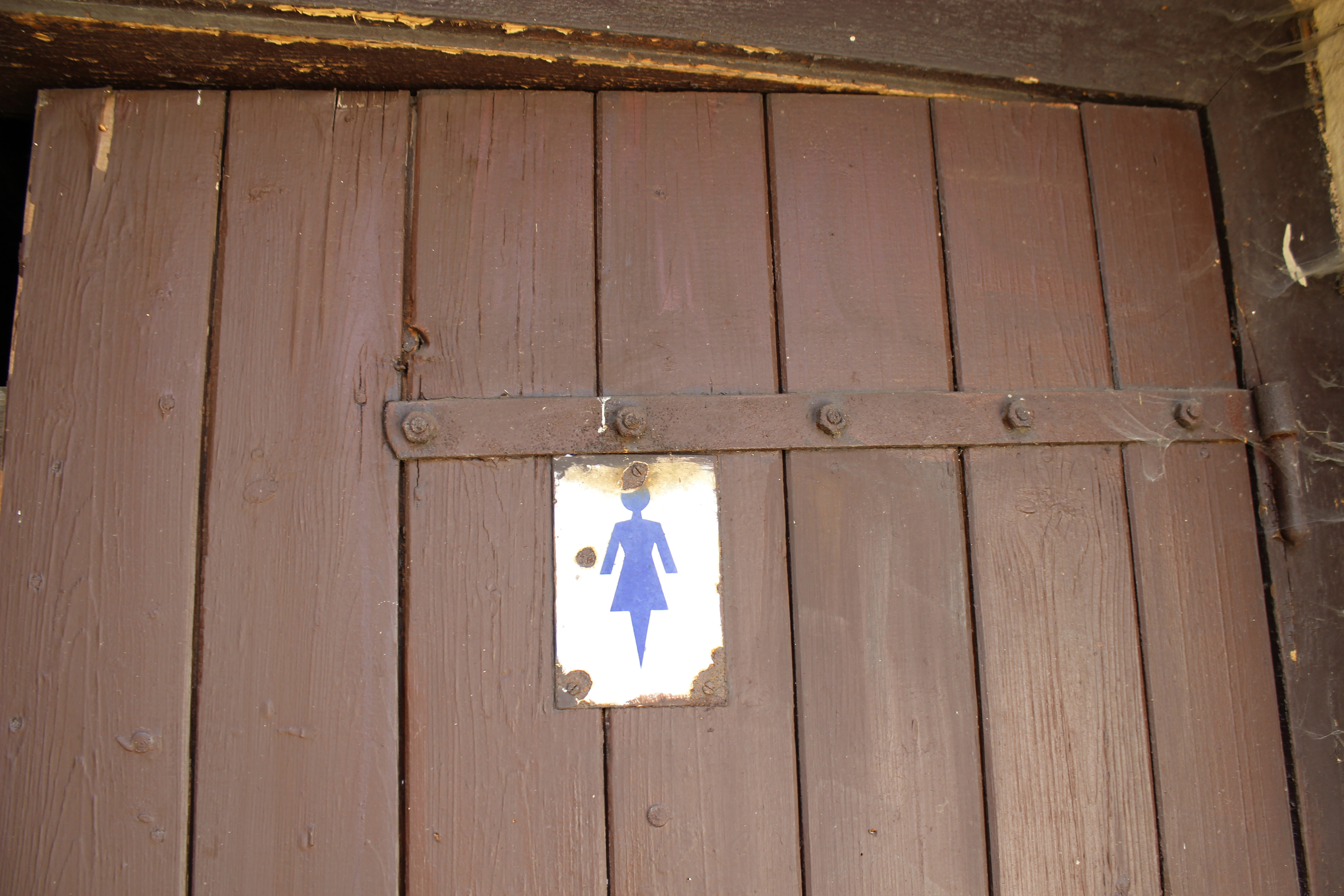
Označení na suchých záchodech